# 鄉長里
鄉長里為臺灣新北市汐止區轄下之一里。該里位於基隆河北岸，歷史上為鄉長厝。因當地有煤層，日治台灣時期當地開發了合興煤礦，後來更名為東山煤礦。後來煤礦廢棄並改建為煤礦博物館。長安大橋是鄉長里與長安里的交界點。 